# Воркута
Воркута́ (нен. Варкута, коми Вӧркута) — город в Республике Коми Российской Федерации. Административный центр муниципального округа «Воркута».
Воркута — четвёртый по населению город за Северным полярным кругом и самый восточный город Европы. Среди городов России население в нём уменьшается быстрее всего.
Распоряжением Правительства РФ от 16 апреля 2015 года № 668-р «Об утверждении перечня моногородов» муниципальное образование городского округа «Воркута» включено в категорию «Монопрофильные муниципальные образования Российской Федерации (моногорода), в которых имеются риски ухудшения социально-экономического положения».
Указом Президента Российской Федерации от 10 сентября 2021 года городу было присвоено звание «Город трудовой доблести».

## Этимология
Название города дано по реке Воркуте, которое переводится с ненецкого языка как «изобилующая медведями» (варкута) из нен. варк «медведь». Переход в русском языке из Варкута в Воркута объясняется двумя причинами. В первую очередь, при восприятии иноязычного названия русские могли изменить «а» на «о» из-за «аканья» (гиперкоррекция). Также не исключается возможность перехода названия города в русский через язык коми, где топоним звучит как Вӧркута, так как звук, обозначаемый буквой ӧ, в русском языке передаётся буквами «о», «ы» и «э».
Житель города называется: воркутя́не, воркутя́нин, воркутя́нка; воркути́нцы, воркути́нец, воркути́нка.

## Физико-географическое положение

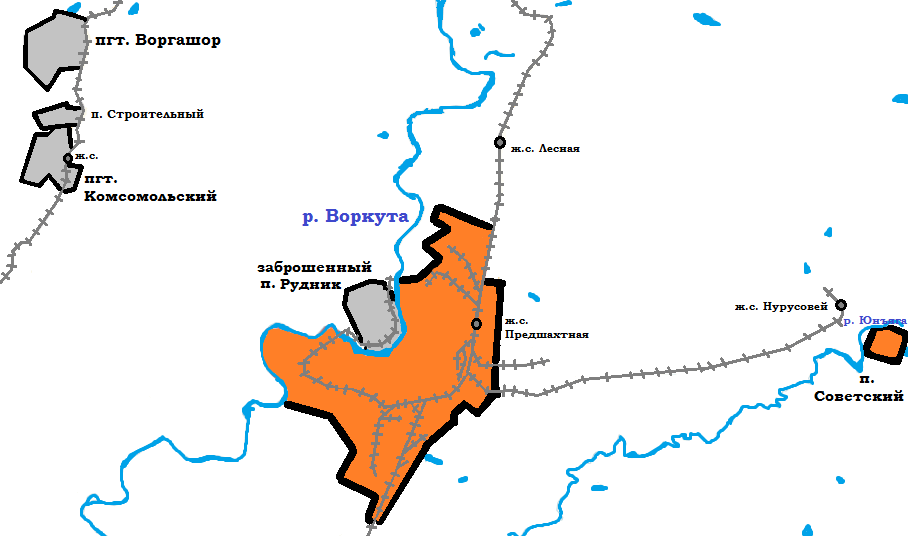
Город Воркута на карте

Воркута расположена в Полярном Предуралье (таким образом, город географически находится в Европе), на реке Воркуте примерно в 150 километрах севернее полярного круга и всего в 180 километрах от побережья Северного Ледовитого океана. Находится в зоне распространения вечной мерзлоты. Расстояние по автодорогам (постоянной автодороги нет, поэтому в том числе по зимнику) до столицы Республики Коми — Сыктывкара — составляет 1100 км.
Относится к районам Крайнего Севера и входит в состав сухопутных территорий Арктической зоны РФ.
Воркута находится восточнее Екатеринбурга и Челябинска, при этом в городе действует московское время, с 26 октября 2014 г. составляющее UTC+3. Таким образом, средний солнечный полдень в Воркуте наступает в 10:44 (это самый ранний средний солнечный полдень в мире). Это приводит к тому, что, например, 23 сентября (в день осеннего равноденствия) восход солнца наступает в 04:30, а заход — в 16:41, а также к тому, что дважды в год солнце в Воркуте восходит вечером (раньше 00:00) и заходит утром (раньше 12:00).

### Климат
Климат города — субарктический. Безморозный период составляет всего около 70 суток (даже летом иногда возможны заморозки), тогда как продолжительность зимы составляет около восьми месяцев. Тем не менее, климат Воркуты существенно смягчается (по сравнению с другими территориями арктической зоны) влиянием незамерзающего западного сектора Арктики и Полярным Уралом. Поэтому годовые колебания температуры в Воркуте довольно невелики для данных широт, а зимние температуры выше, чем в более южных, но и более восточных Салехарде, Сургуте, Якутске. Поскольку сибирский антициклон почти не оказывает здесь своего влияния, в зимнее время часты резкие колебания температуры от морозов около −40 °С до оттепелей из-за прохождения тёплых атмосферных фронтов. Велико, по меркам арктической зоны, и годовое количество осадков (531 мм), что в сочетании со сравнительно невысокими летними температурами приводит к избыточному увлажнению (гумидный климат). В летнее время взаимодействие тёплых атмосферных фронтов циклонов, идущих с Атлантики с холодными, но влажными фронтами Западной Арктики вызывает интенсивное образование облаков, поэтому в Воркуте очень мало безоблачных дней. Почти всегда дует достаточно сильный ветер, преимущественно северо-западного направления. Зимой постоянно случаются сильные метели, вызывающие снежные заносы. Рыжковская пурга 1990 года даже вошла в историю города и народное творчество.
Земледелие в открытом грунте из-за сурового климата невозможно, за исключением нескольких травяных культур. При этом огурцы, шпинат, лук-порей, лук на перо и другие выращиваются, в основном, на подоконниках и в теплицах.
Ранее практиковалось разведение крупного рогатого скота (с частичным использованием местных кормов), свиноводство.
- Среднегодовая температура воздуха — −5,3 °C.
- Относительная влажность воздуха — 81 %.
- Средняя скорость ветра — 5,3 м/с.
- Полярная ночь: с 17 по 27 декабря — 11 суток.
- Полярный день: с 30 мая по 14 июля — 46 суток.
- В декабре 1978 года была зафиксирована температура −52 °C[16].

| Показатель                    | Янв.  | Фев.  | Март  | Апр.  | Май   | Июнь | Июль | Авг. | Сен.  | Окт. | Нояб. | Дек.  | Год  |
| ----------------------------- | ----- | ----- | ----- | ----- | ----- | ---- | ---- | ---- | ----- | ---- | ----- | ----- | ---- |
| Абсолютный максимум, °C       | 1,1   | 1,2   | 5,3   | 12,0  | 26,5  | 31,0 | 33,8 | 30,0 | 24,2  | 15,6 | 4,8   | 3,5   | 33,8 |
| Средний суточный максимум, °C | −15,6 | −16,1 | −9,7  | −5,5  | 1,7   | 12,6 | 18,6 | 14,2 | 7,9   | −0,8 | −9,9  | −13,9 | −1,4 |
| Средняя температура, °C       | −19,5 | −20   | −13,9 | −10   | −1,9  | 7,6  | 13,2 | 9,7  | 4,3   | −3,4 | −13,3 | −17,6 | −5,4 |
| Средний суточный минимум, °C  | −23,5 | −23,9 | −18,1 | −14,3 | −5,2  | 3,3  | 8,2  | 5,8  | 1,2   | −6,1 | −16,8 | −21,6 | −9,3 |
| Абсолютный минимум, °C        | −48   | −49,4 | −43,1 | −38,5 | −25,3 | −8,4 | −1   | −4,8 | −10,5 | −29  | −45,1 | −52   | −52  |
| Норма осадков, мм             | 36    | 32    | 32    | 26    | 34    | 49   | 53   | 60   | 53    | 53   | 39    | 40    | 507  |
| Средняя влажность, %          | 81    | 80    | 81    | 79    | 79    | 72   | 74   | 82   | 85    | 88   | 84    | 82    | 81   |
| Средняя скорость ветра, м/с   | 6,0   | 5,6   | 5,8   | 5,6   | 5,3   | 5,0  | 4,4  | 4,3  | 4,8   | 5,4  | 5,2   | 5,8   | 5,3  |
| Источник: Климат Воркуты      |       |       |       |       |       |      |      |      |       |      |       |       |      |

### Памятники природы

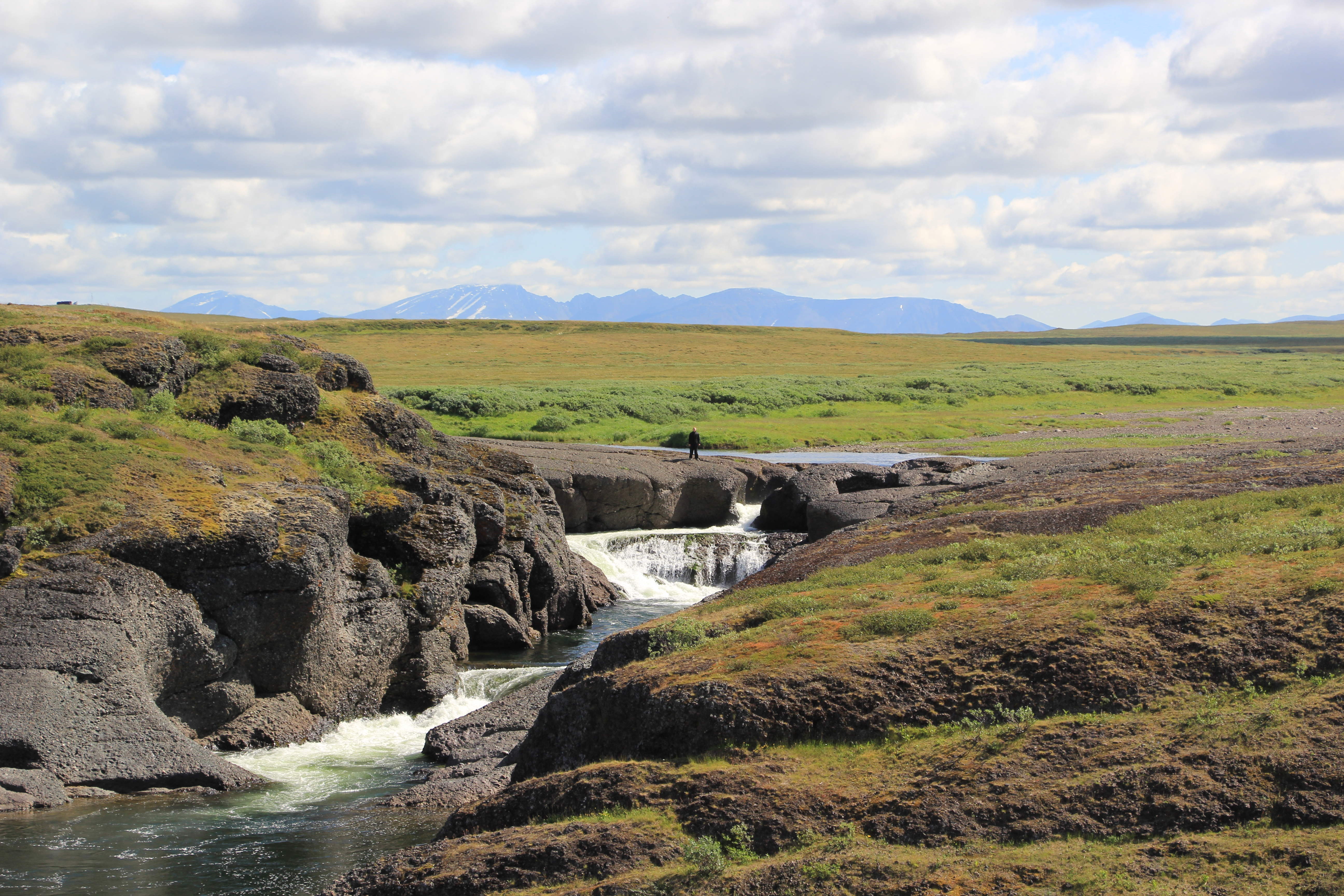
Водопад на реке Хальмер-Ю

- «Воркутинский геологический памятник», расположен на территории Воркуты, на правом берегу р. Воркуты выше плотины ТЭЦ-1. Скалистые выходы нижнепермских пород, высотой до 4 м. Протяжённость — 400 м. Первые из открытых Г. А. Черновым выходов коксующихся углей. Охранный режим — заповедный.
- «Гора Пембой», геологический памятник природы, высота возвышенности — 421 м.
- Комплексный заказник «Хребтовый», созданный в 1989 году, площадью в 4000 га.
- «Воркутинский луговой памятник» включает сеяные луга в урочищах «Тупик» и «Седьмой пост» совхоза «Центральный» объединения «Воркутауголь». Создан Постановлением СМ Коми АССР от 29 марта 1984 г. Долголетние луга в урочище «Тупик» заложены на двух участках в 1958 и 1972 годах после освоения ерниково-моховой тундры путём посева мятлика лугового и лисохвоста лугового. Общая площадь памятника природы — 20 га. Охранный режим — заказной.
- Водопад Хальмер-Ю на реке Хальмеръю — один из самых крупных водопадов европейской части России, расположен в 25 км к северу от посёлка Хальмер-Ю. Общая высота падения воды — 10 м. Памятник природы, охраняемый государством.
- Водопад Буредан на реке Кара (Полярный Урал). Водопад расположен в 9 км ниже устья реки Нерусовейяхи в центре двухкилометрового каньона.
- Мраморный каньон на реке Кара.

## История
О том, что в Печорском крае имеется «огненный камень», было известно давно. Первыми учёными, которые находили уголь в этих краях, были Т. С. Борноволоков (1809 г.), А. Деньгин (1828 г.), А. А. Кейзерлинг (1843 г.), Э. К. Гофман (1847 г.) и др., а первым предпринимателем, который ещё в XIX веке (1867 год) хотел поставить богатства Севера на службу человека, был русский промышленник М. К. Сидоров, но в то время на это не имелось средств.
Позднее поиски угля были предприняты А. В. Журавским, Д. Д. Рудневым, Н. А. Куликом, П. П. Матафтиным и др. В 1920 году была организована Северная научно-промысловая экспедиция, которой поручалось геологическое изучение бассейна реки Печоры. Результаты экспедиции превзошли все ожидания. В 1924 году А. А. Чернов писал: «Таким образом, в настоящее время начинают выступать на северо-востоке европейской части СССР неясные контуры большого каменноугольного бассейна, который естественно назвать Печорским».
После открытия Печорского угольного бассейна исследования территории края проводили геологи М. С. Волков, А. Ф. Лебедев, Т. Н. Пономарев, А. К. Матвеев и др. Самым ярким событием этих исследований было открытие Воркутинского месторождения. В 1930 году Институт геологической карты ГГРУ ВСНХ организовал экспедицию под руководством Н. Н. Иорданского для изучения верхнего течения р. Усы.
Работа любой геологической экспедиции в те времена не обходилась без помощи местного населения. В верховьях Усы таковым оказался В. Я. Попов, который утверждал, что находил уголь на Воркуте. Несколько поколений людей выросло с убеждением в том, что первооткрывателем угля Воркуты был именно В. Я. Попов.
Для обследования реки Воркуты создаётся отряд, начальником которого становится Г. А. Чернов, окончивший в этом году Московский университет. В июне 1930 года, поднявшись по р. Воркуте, Георгий Александрович обнаружил в 70 км от устья реки 5 рабочих пластов высококачественного угля. Уже в мае—июне 1931 года с началом навигации на реку Воркуту двинулся отряд из 43 человек Ухто-Печорского треста (хозяйственная организация Ухтинско-Печорского ИТЛ (Ухтпечлага), образованного 6 июня 1931 года). Поначалу его численность, по рамкам ГУЛАГа, была невелика — всего 9 тыс. человек в 1932 году, — но в начале 1938 года численность Ухтпечлага составляла уже около 55 тыс. заключённых.
В 1937 году на левом берегу реки Воркута началось строительство шахты № 1 «Капитальная». Указом Президиума Верховного Совета РСФСР от 9 января 1940 года посёлок шахты «Капитальная» был преобразован в посёлок Воркута Большеземельского района (центр — в посёлке Хоседо-Хард) Ненецкого национального округа Архангельской области. В октябре 1940 года Воркута была передана в состав Кожвинского района Коми АССР.
28 декабря 1941 года из Воркуты был отправлен первый поезд по Северо-Печорской железной дороге. В середине лета 1942 года магистраль была введена в постоянную эксплуатацию на участке «Воркута—Котлас—Коноша».
26 ноября 1943 года Указом Президиума Верховного Совета РСФСР посёлку Воркута был присвоен статус города, после чего он стал быстро расти, по численности населения в конце 1970-х годов достигнув 100-тысячной отметки. На пике экономического развития в городе работали молочный завод, хладокомбинат, крупная птицефабрика, пивзавод, завод крупнопанельного домостроения, 2 деревообрабатывающих комбината, цементный завод, завод железобетонных изделий, были совхозы с коровами и свиньями, своя теплица, где выращивали свежие овощи, функционировало 13 шахт, строились новые жилые дома.
В конце 1930-х — начале 1950-х годов в Воркуте был расположен один из крупнейших лагерей ГУЛага — Воркутлаг (до 1938 года — Ухтпечлаг). На пике его численности, в начале 1951 года, его узниками были 73 тыс. человек. 22 июля — 1 августа 1953 года произошло Воркутинское восстание заключённых в Особом лагере № 6 «Речлаг» — одно из крупнейших в СССР.
После реорганизации ГУЛага в Воркуте продолжали работать учреждения МВД. Кроме того, город оставался местом ссылки до 1980-х годов. В Воркуте располагалось объединение «Полярноуралгеология», которое проводило все геологоразведочные работы на твёрдые полезные ископаемые на территориях Коми АССР, Ненецкого, Ямало-Ненецкого и Ханты-Мансийского автономных округов.
На территории Воркутинского района были произведены два ядерных подземных взрыва. Первый взрыв был произведён 2 июля 1971 года на глубине 542 метра в 20 км от Воркуты, недалеко от железнодорожной станции Хановей. Второй — 29 августа 1974 года на глубине 583 метра недалеко от станции Сейда близ Воркуты. Взрывы имели не военное, а хозяйственное значение: с их помощью зондировали в научных целях глубинные слои Земли.
После распада СССР и кризиса в добывающей промышленности многие жители покинули город, уехав в южные районы страны. Рудник — первый посёлок на месте нынешнего города и некогда крупный городской район — сейчас полностью заброшен.

## Население
| 1943     | 1959     | 1962     | 1967     | 1970     | 1973    | 1976    | 1979     | 1982     | 1986     | 1987     | 1989     |
| -------- | -------- | -------- | -------- | -------- | ------- | ------- | -------- | -------- | -------- | -------- | -------- |
| 7000     | ↗55 668  | ↗60 000  | ↗65 000  | ↗89 742  | ↗92 000 | ↗98 000 | ↗100 210 | ↗104 000 | ↗109 000 | ↗112 000 | ↗115 646 |
| 1991     | 1992     | 1993     | 1994     | 1996     | 1998    | 2000    | 2001     | 2002     | 2003     | 2005     | 2006     |
| ↗117 000 | ↘116 000 | ↘114 000 | ↘109 000 | ↘100 800 | ↘95 900 | ↘89 800 | ↘87 100  | ↘84 917  | ↘84 900  | ↘82 000  | ↘79 200  |
| 2007     | 2008     | 2009     | 2010     | 2011     | 2012    | 2013    | 2014     | 2015     | 2016     | 2017     | 2018     |
| ↘76 600  | ↘74 300  | ↘71 402  | ↘70 548  | ↘70 500  | ↘67 100 | ↘64 353 | ↘61 638  | ↘60 368  | ↘59 231  | ↘58 133  | ↘56 088  |
| 2019     | 2020     | 2021     | 2024     | 2025     |         |         |          |          |          |          |          |
| ↘54 223  | ↘52 776  | ↗56 985  | ↘56 131  | ↘55 702  |         |         |          |          |          |          |          |

На 1 января 2025 года по численности населения город находился на 284-м месте из 1124 городов Российской Федерации. Воркута занимает третье место по численности населения в Республике Коми после Сыктывкара и Ухты. Убыль населения в результате миграции и естественной смертности за период 1989—2013 гг. составила 68,3 %.
По мнению бывшего главы исполкома местного отделения партии «Единая Россия» Антона Глушкова, статистика численности населения города сильно расходится с реальным положением дел. По его словам, на самом деле в «МОГО Воркута» проживает якобы «от 25 до 35 тыс. человек». Остальные, по его мнению, числятся по прописке, но уже перебрались в регионы России южнее полярного круга. Так или иначе, Воркута является городом-лидером в Республике Коми и в России по сокращению численности населения.

### Национальный состав
- русские — 77,7 %;
- украинцы — 9,1 %;
- татары — 2,9 %;
- коми — 1,7 %;
- белорусы — 1,5 %;
- чуваши — 1,1 %;
- армяне — 1 %;
- азербайджанцы — 1 %;
- прочие — 4 %.

## Связь
Основными провайдерами услуг связи (стационарная телефонная связь и предоставление доступа в интернет) в городе являются:
- ООО «УПТС-Воркута»;
- ПАО «Ростелеком»;
- Компания «AltergoSky» (спутниковый интернет);

Сотовая связь представлена следующими операторами стандарта GSM:
- «МТС»;
- «T2»;
- «Билайн»;
- «МегаФон»;
- «Ростелеком» (со второй половины 2016 года);
- «Yota».

## Экономика
В основе экономики города лежит топливная, пищевая, лёгкая промышленность, электроэнергетика и производство строительных материалов, но преимущественно — угледобыча. В 2023 году в структуре отгруженных товаров на её долю пришлось 80 %. Градообразующим предприятием является АО «Воркутауголь» — компания угольной отрасли России, которая входит в горнодобывающий дивизион ПАО «Северсталь». Основной вид продукции — концентрат коксующегося угля.
В 2017 году Полпред президента в СЗФО Николай Цуканов отметил, что в рамках стратегии развития Воркута может стать одной из опорных зон Арктики, в частности транспортным и экономическим узлом для привлечения инвестиций на 800 млрд рублей. В декабре 2023 года Воркута в числе 9 других регионов вошла в число опорных пунктов Арктической зоны.
5 сентября 2024 года Глава Республики Коми Владимир Уйба на Восточном экономическом форуме подписал соглашение о реализации крупного инвестиционного проекта «Воркутинский газохимический комплекс». Предполагаемый объём инвестиций в проект составляет 200 млрд рублей, планируется создание 2 000 новых рабочих мест.

## Архитектура

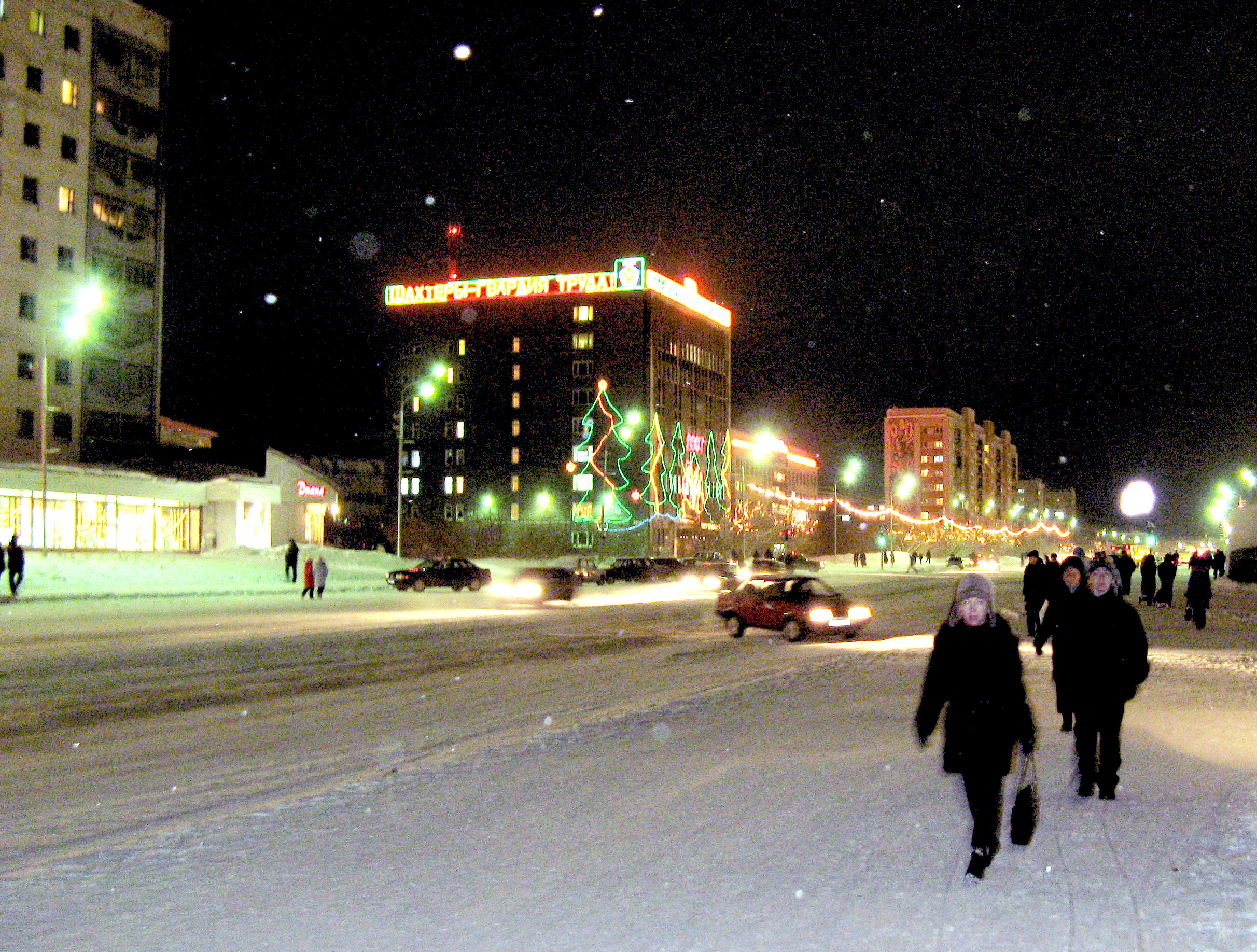
Здание «Воркутауголь», архитектор А. И. Шипков

Улицы Московская и Ленина в городе, застроенные в стиле классицизма ленинградской школой архитекторов, олицетворяют градостроительство послевоенных пятилеток. В это же время был построен целый ряд зданий, представляющих веху в архитектуре Воркуты.
По проектам В. Н. Лунёва построены Дом политпросвещения (1949) с башней и шпилем, детская больница с тремя портиками (1950), кинотеатр «Родина» (1953); по проектам А. А. Полякова — гостиница «Северная» (1952), медицинское училище (1953); по проекту Г. В. Гонцкевича — горный техникум, фасад которого с колоннами замыкает перспективу ул. Ленина.
В 1961 году по проекту В. Н. Лунёва на площади Мира построено монументальное здание Дворца Культуры Шахтёров с колоннами дорического ордера и скульптурами.
Были построены здания:
- Дворца пионеров и школьников;

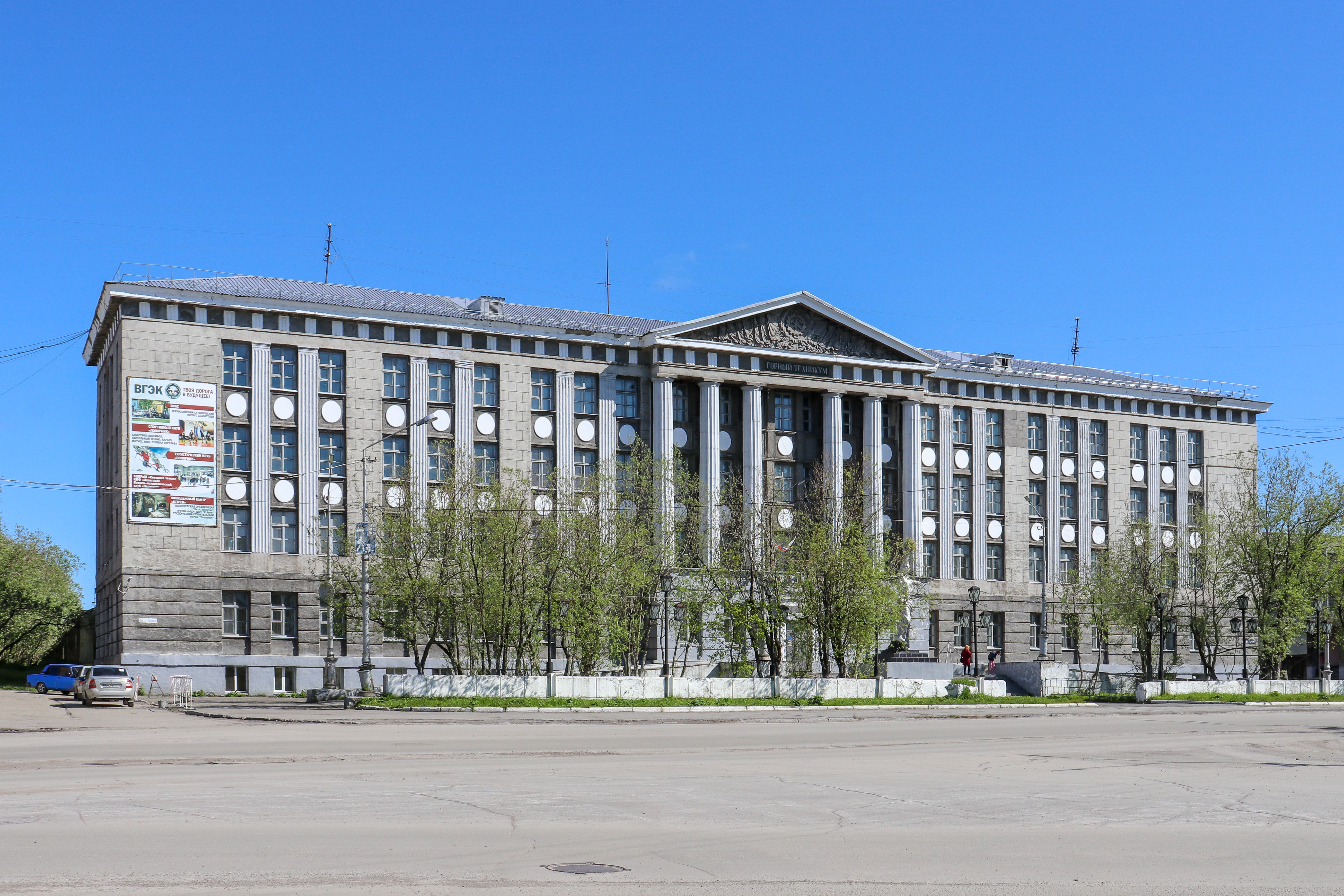
Горно-экономический колледж в Воркуте

- Дворец творчества юных, ныне — Дворец творчества детей и молодёжи[59] (1967 год, архитекторы: Вышинский А. Д. и Балахонов О. Е.);
- клубно-спортивного комплекса (1973 год, архитектор — Балахонов О. Е.);
- административного здания объединения «Воркутауголь» (1980 год; архитектор — А. И. Шипков);
- здание банка (архитектор — В. А. Трошин).

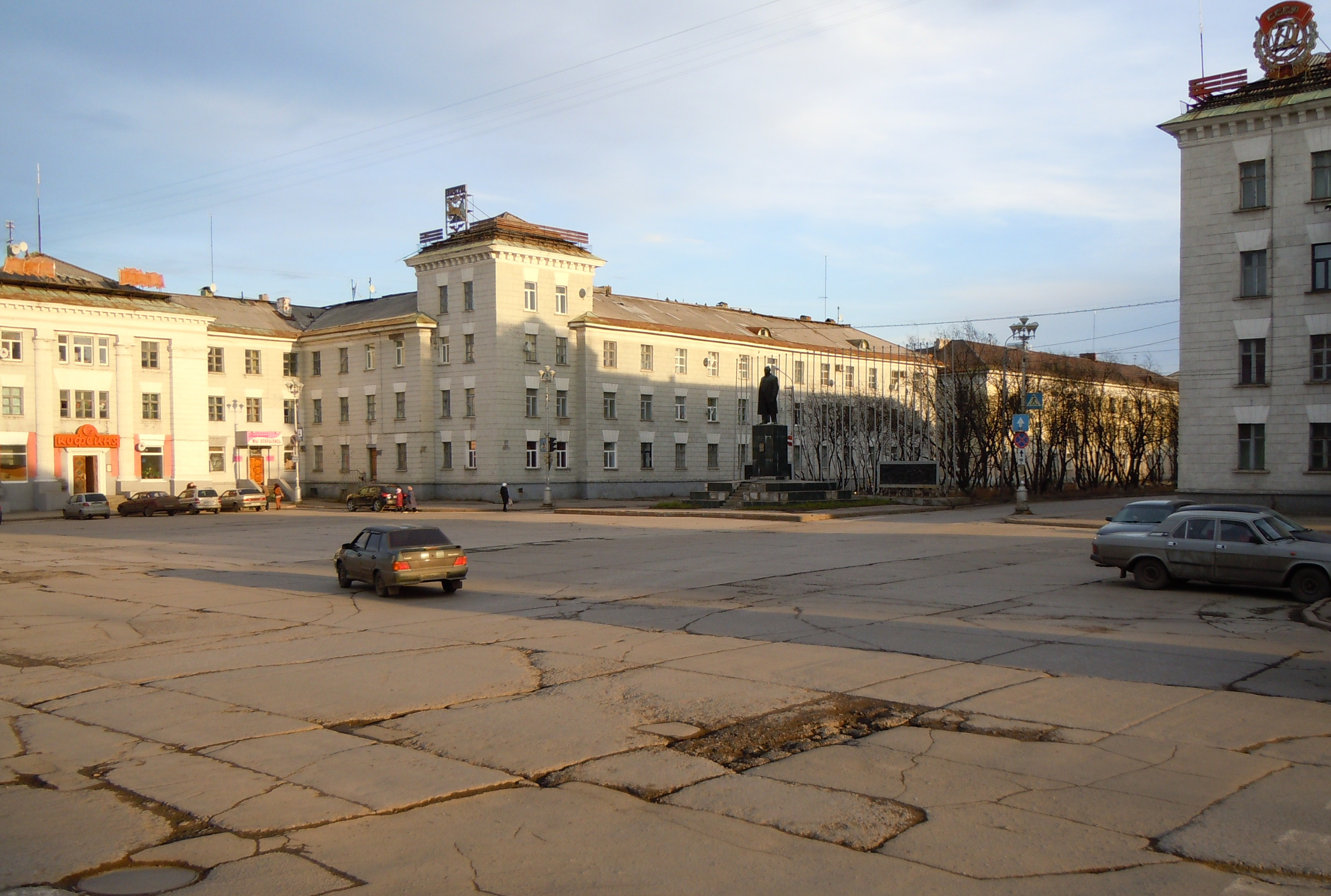
Площадь Мира

Создан универсальный спортивно-зрелищный комплекс «Олимп» (1986, архитектор Марцынкевич).
В 1973 году московским «Гипрогором» (архитектор — Г. Красильников) был разработан генеральный план г. Воркуты, проект планировки Шахтёрского жилого района, районов «Жемчужина» и «Молодёжный», где вместе с московскими архитекторами работали специалисты института «Печорниипроект» и Воркутинского филиала института «Комигражданпроект» (архитекторы: Л. Биндасова, Г. Ильяшенко, В. Рачковский).

## Транспорт
В городе есть железнодорожная станция Северной железной дороги, аэропорт Воркута. Имеется автобусное сообщение, в том числе коммерческое.
До 2011 года никакой автомобильной дороги до города не было. Единственным способом попасть в Воркуту на автотранспорте было остановиться в Ухте (Сосногорске, примерно 680 км до Воркуты) и там погрузить свои автомобили на ж/д платформы. На преодоление этого отрезка пути уходило около суток, а в связи с плохой организацией перевозок по железной дороге время в пути могло увеличиться до 8 суток, в сочетании со временем ожидания свободной платформы, составляющим до двух суток. В 2010 году, однако, в связи со строительством газопровода с полуострова Ямал, возникла необходимость его обслуживания, что привело к появлению зимника. Тем не менее проехать по нему возможно лишь на подготовленной внедорожной технике.
Вместе с соседними посёлками образует Воркутинское кольцо.

## Награды
- Орден Трудового Красного Знамени (1970) — за успехи, достигнутые трудящимися в выполнении пятилетнего плана по увеличению добычи каменного угля[61].

## Города-побратимы
- Великий Новгород, Россия
- Вологда, Россия
- Санкт-Петербург, Россия
- Шахты, Россия
- Киркенес, Норвегия
- Антананариву, Мадагаскар